# Nikomed
Nikomed (fr. Nicomède) – tragedia Pierre’a Corneille’a wystawiona w 1651.

## Data powstania utworu
Tragedia miała swoją premierę najprawdopodobniej w lutym 1651 roku, krótko po uwolnieniu z więzienia przywódców Frondy i wygnaniu ze stolicy kardynała Mazarina, dotychczasowego królewskiego pierwszego ministra. Odniosła sukces, przypisywany jej aktualności historycznej, zbieżności losów głównego bohatera z perypetiami księcia Kondeusza.

## Osoby
| Osoba      | Jej rola w dramacie                           |
| ---------- | --------------------------------------------- |
| Prusjasz   | król Bitynii                                  |
| Flaminiusz | rzymski ambasador                             |
| Arsinoe    | druga żona Prusjasza                          |
| Laodyka    | królowa Armenii                               |
| Nikomed    | starszy syn Prusjasza z pierwszego małżeństwa |
| Attala     | syn Prusjasza i Arsinoe                       |
| Arasp      | dowódca straży Prusjasza                      |
| Kleon      | zaufany Arsinoe                               |

## Treść
Akcja dramatu rozgrywa się w Nikomedii najprawdopodobniej w 183 roku.

### Akt I

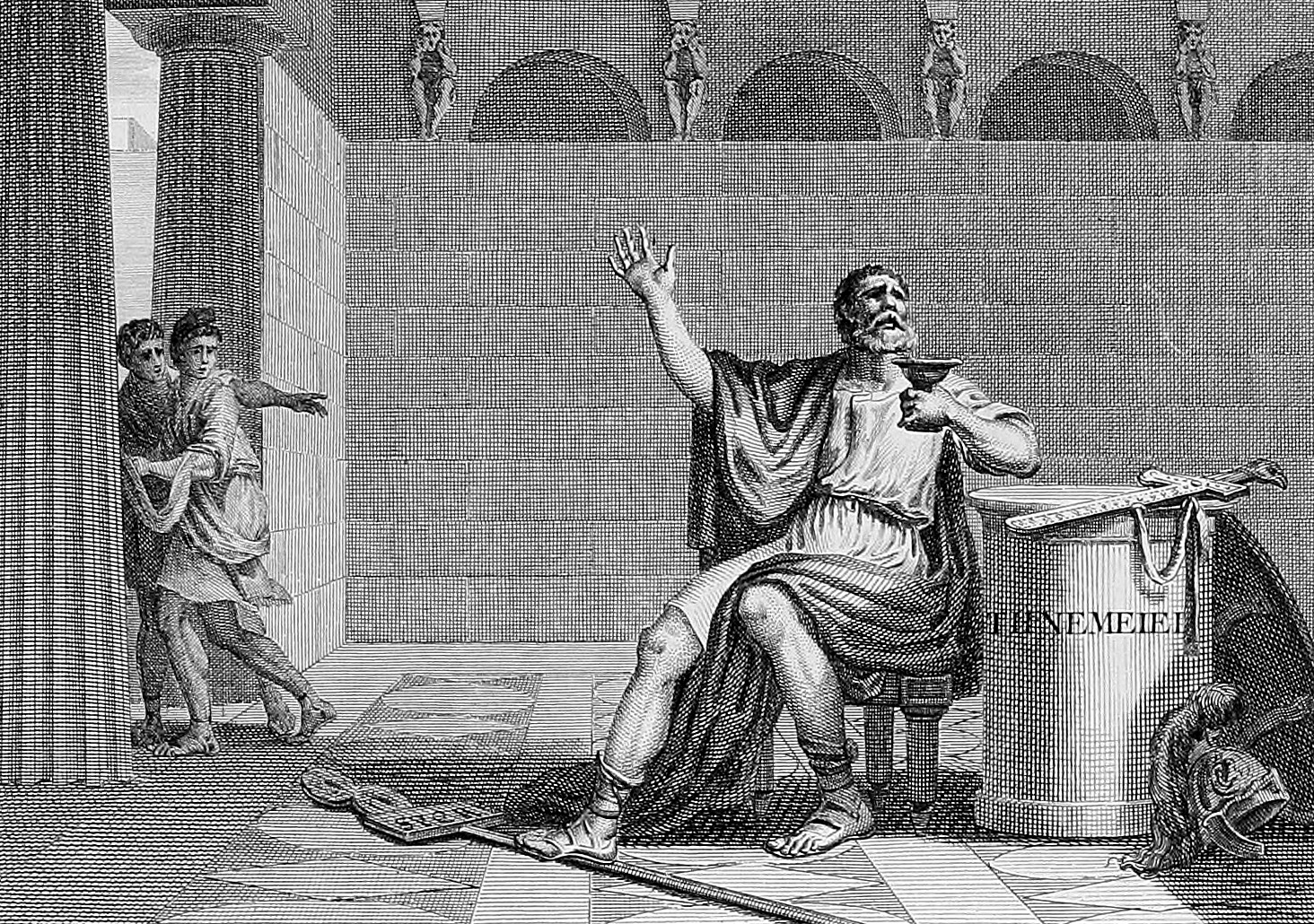
Śmierć Hannibala. S. Mirys. 1799

Nikomed, po zdobyciu najpierw Pontu, a teraz Kapadocji, pozostawia armię pod dowództwem swego przyjaciela Teoganesa i przybywa do stolicy Bitynii, Nikomedii, na dwór swego ojca króla Prusjasza. Dowiaduje się, że Rzymianie uwolnili z niewoli jego brata Attalę, w zamian za wydanie ukrywającego się w Nikomedii jego mistrza, wodza kartagińskiego Hannibala, który nie chcąc wpaść w ręce Rzymian zażył truciznę. Przebywająca na dworze nikomedyjskim, Laodyka, królewna armeńska, siostrzenica króla Prusjasza, obawia się, że królowa Arsinoe będzie chciała osadzić na tronie młodszego syna, Attalę, dlatego radzi ukochanemu Nikomedowi, by wrócił do armii i zjawił się tu ponownie na jej czele. Armia przestała jednak być bezpiecznym miejscem od czasu, gdy Nikomed pochwycił skrytobójcę Metrobatesa, nasłanego przez królową. Attala, który nie zna swojego brata, gdyż od dzieciństwa przebywał jako zakładnik w Rzymie, w jego obecności zabiega o wzajemność Laodiki, grożąc jej nawet potęgą rzymską. Królewna armeńska wątpi jednak, by Rzymianie byli zainteresowani wzrostem potęgi swego sprzymierzeńca poprzez małżeństwo z dziedziczką tronu armeńskiego. Zirytowany postawą Nikomeda Attala ściera się z nim. Wejście matki ujawnia mu, że stoi przed starszym bratem i swoim przyszłym suzerenem, przeprasza go więc. Nikomed ujawnia matce, że wie o Metrobatesie. po jego odejściu Arsinoe wysyła Attalę po wodza rzymskiego Flaminiusza, sama naradza się z Kleonem. Jej plan opiera się na pośrednictwie rzymskim. Śmierć Hannibala osłabiła pozycję króla i Nikomeda. Rzymianie nie zaakceptują silnej Bitynii pod rządami Nikomeda raczej będą dążyć do jej podzielenia i narzucenia jej Attali, a Nikomed skompromituje się w oczach króla swą porywczością.

### Akt II
Król obawia się powracającego Nikomeda, którego zwycięstwa są dla niego wyrzutem i który jest ulubieńcem ludu i armii. Gani niesubordynację syna i prosi go o rozsądzenie prośby poselstwa rzymskiego. Flaminusz domaga się w imieniu Rzymu osadzenia na tronie Attali, świetnie przygotowanego w Rzymie do rządzenia Bitynią. Nikomedes domaga się, żeby Attala najpierw udowodnił swoje przymioty, dowodząc armią. Zarzuca też Rzymianom, że chcą podzielić Bitynię. Flaminusz nie tylko akceptuje rządy Attali nad Bitynią, Kapadocją i Pontem, ale też przychylnym okiem patrzy na małżeństwo Attali z księżniczką armeńską i poszerzenie państwa o Armenię. Nikomed staje w obronie jej wolności wyboru. Po odejściu syna król zwierza się Flaminiuszowi, że wymusi na Laodyce zgodę, choć w grzecznej formie, podlega bowiem jego władzy.

### Akt III

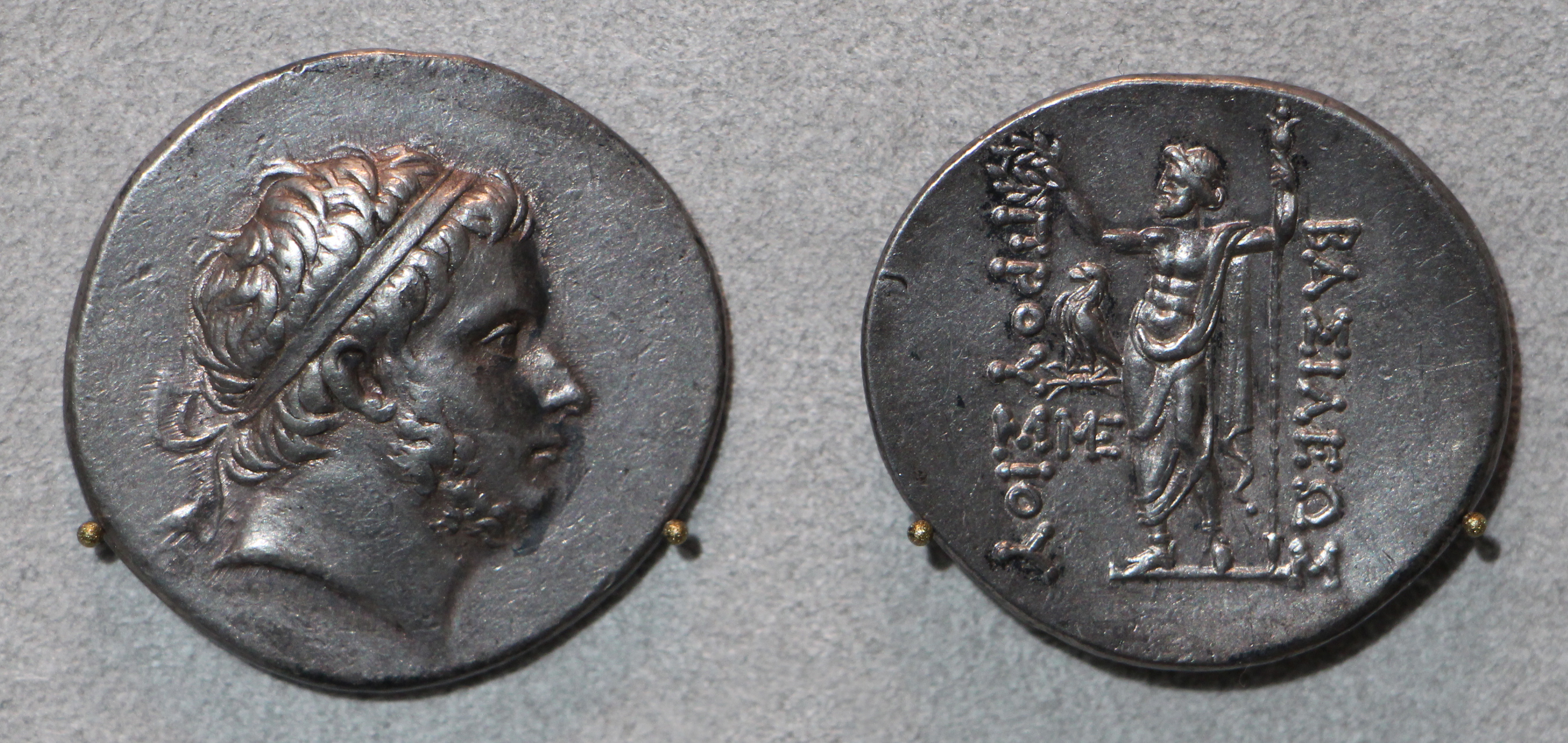
Prusjasz II, tetradrachma bityńska. II w. przed Chr.

Król nakłania Laodykę, w obecności Flaminiusza, do poślubienia Attali. Królewna jednak odmawia. Flaminiusz próbuje ją przekonać, że mądrością rządzących jest ugiąć się i odzyskać władzę, a gdy ta strategia zawodzi, proponuje jej pomoc w zamian za sojusz z Rzymem. Nikomed powstrzymuje jego zapędy, przeciwstawia zaborczości Rzymu odwagę i wiedzę Hannibala i prorokuje, że Rzym połamie sobie w przyszłości zęby na wschodzie. Laodika dziękuje mu za pomoc i prosi, by wyjaśnił Attali jej stosunek do niego. Nikomed uznaje prawo brata do tronu wsparte wolą ojca i potęgą Rzymu, wyjawia jednak bratu, że na serce Laodiki one nie wpłyną, że dziewczyna zawsze będzie się skłaniać ku dzielnemu wodzowi i zwycięzcy niż ku nieznanemu przybyszowi z Rzymu, o którego przymiotach nic nie wie. Królowa przekazuje Nikomedowi wezwanie od króla i wyjawia, że Metrobates i Zenon odwołali swoje zeznania i wyznali, że to Nikomed zmusił ich do fałszywego oskarżenia królowej. Arsinoe jest pewna wygranej. Attala wątpi jednak w prawdziwość odwołania owych dwóch łajdaków i skłonny jest wierzyć raczej Nikomedowi.

### Akt IV
Arsinoe, szlochając, skarży się mężowi na zniewagę, jaką wyrządziło jej oskarżenie Nikomeda. Król zaręcza o miłości do niej. Oskarża syna, ten proponuje, by niecne sługi, które z taką łatwością oskarżają raz królową, raz królewskiego syna, stracić, by w ten sposób odstraszyć ewentualnych naśladowców. Królowa nie zgadza się i odchodzi. Król daje Nikomedowi do wyboru cztery korony (Bitynii, Pontu, Kapadocji i Armenii) lub rękę Laodyki. Gdy Nikomed wybiera królewnę, ojciec wybucha nad jego niewdzięcznością i postanawia przekazać władzę Attali. Nikomed ostrzega go jak kruche podstawy będzie miała władza jego brata, skoro i lud i armia będą stały po stronie prawowitego następcy tronu. Chcąc temu zapobiec Prusjasz decyduje się odesłać Nikomeda jako zakładnika do Rzymu, tymczasem zamyka pod strażą Araspa. Przywoławszy Attalę, informuje go o swojej decyzji przekazania mu tronu, upomina go jednocześnie, by trzymał się sojuszu z Rzymem, bo bez niego będzie nikim. Szczęśliwy Attala, który jednak marzy przede wszystkim o ślubie z Laodyką, zwierza się Flaminiuszowi z zamiaru przymuszenia Laodyki do ślubu. Rzymski poseł odmawia mu jednak swego poparcia. Rzym wystąpi w obronie królewny armeńskiej.

### Akt V
W Nikomedii wybucha bunt. Królowa nie obawia się jego skutków, nakłania natomiast Attalę, by poniechał starań o Laodykę, by objął jej tron, a ona sama pójdzie za nim. Flaminiusz ostrzega, że bezczynność wobec wzburzonego tłumu może źle się skończyć dla rządzących państwem. Król oskarża o knowania Laodykę. Tymczasem Kleon przynosi wieści, że tłum domaga się uwolnienia Nikomeda oraz głów Metrobata i Zenona. Król postanawia dać ludowi głowę Nikomeda, aby nie stracić własnej. Temu projektowi sprzeciwia się Flaminiuszː Nikomed jako zakładnik należy do senatu rzymskiego, a jego stracenie tylko wzburzy lud. Arsinoe proponuje, aby zakładnika po cichu przekazać na okręt rzymski, a po jego tajemnym odpłynięciu, podjąć wobec ludu udawaną próbę pościgu za nim. Attala oddala się, by do podstępu królowej dodać inny. Laodyka proponuje królowej, jej mężowi i Attali ochronę przed rozszalałym tłumem. Podburzyła lud bityński, by odzyskać wolność, chce wraz z mężem, Nikomedem, oddalić się do Armenii. Arsinoe triumfujeː Nikomed odpłynął na rzymskim okręcie. Laodyka jest gotowa płynąć za ukochanym do Rzymu na czele wojsk azjatyckich. Kleon z Attalą przynoszą wieść o śmierci Araspa w drodze na statek z ręki skrytobójcy i o uwolnieniu Nikomeda. Prusjasz i królowa oczekują już tylko śmierci, Laodyka jest jednak pewna łaskawości Nikomeda. Nikomed przywraca spokój wśród wzburzonego tłumu i władzę nad Bitynią swemu ojcu, prosi go o wyrozumiałość dla ludu, który wystąpił tylko przeciw jawnej krzywdzie. Rozumie zarówno postawę polityczną Rzymian, jak i uczucia macierzyńskie swojej macochy. Jest gotów przekazać władzę swemu bratu. Arsinoe kapituluje przed taką wspaniałomyślnością. Intryguje ją tylko kto go uwolnił. Nikomed nie widział twarzy swego oswobodziciela tylko pierścień na jego ręce, który okazuje się zdobić rękę Attali. Nikomed z radością odnajduje w swym bracie królewską, a nie niewolniczą krew. Królowa pojmuje, że jej syn naprawił to co ona zepsuła, działając dla niej i przeciw niej. Nikomed proponuje Flaminniuszowi przymierze z Rzymem.

## Analiza
Nikomedes uczeń Hannibala i kochanek buntowniczej królowej, grożący wcześniej trzeba Rzym zniszczyć w Italii, w ostatnim akcie prosi Rzymian o honorowy kompromis. Ostatecznie zadowala się staus quo, nie usuwa niebezpieczeństw ewentualnej interwencji rzymskiej w przyszłości. W Avis au Lecteur Corneille nazywa go rycerzem, który kroczy z odsłoniętą przyłbicą i matactwom polityków przeciwstawia wielkość serca, męstwo, szlachetną rozwagę oraz cnotę. To cnota jest drogowskazem bohatera. Ona wskazuje drogę obowiązku również niedołężnemu królowi Prusjaszowi i po mieszczańsku sprytnej królowej Arsinoe. Chwała, która dotąd opromieniała państwo, nie wystarcza już, by zapewnić mu jedność, przestała również służyć cnocie. Nikomedes musi wybrać, uczynić ustępstwo na rzecz moralności, musi zawrzeć kompromis. Dlatego nakłania króla, by zechciał znów być monarchą, a nie tyranem i pantoflarzem. Prusjasz ze swej strony ułatwi synowi zadanie swym przebaczeniem, w przeciwnym wypadku wybuchłaby rebelia i nastąpił rozkład państwa. Sztuka zabarwiona ideologią stoicką, rozdziela bohaterstwo i rozum. Królewicz uzdrawia stosunki polityczne, nie udaje mu się jednak uleczyć rozdarcia. Bitynia pozostaje krajem dotkniętym wewnętrznym sporem w rodzinie władcy. Krajem rządzi niedołężny starzec z chytrą Arsinoe u boku. Aby zażegnać nieporozumienia centralne postaci dramatu podporządkowały się rozumnemu rozstrzygnięciu. Więcej osiągnąć się nie da. Nikt już nie ufa Chwale. Król lęka się wielkodusznego króla. Nikomedes jest świadom, że gdyby uległ podszeptom Chwały, musiałby ojcu odmówić posłuszeństwa.